# Pride Park Stadium
Pride Park Stadium är en fotbollsarena i utkanterna av Derby i England. Fotbollsklubben Derby County spelar sina hemmamatcher på arenan, som har plats för 33 597 åskådare.
Arenan var färdigbyggd 1997 och invigdes den 18 juli samma år av Drottning Elizabeth, följt av en vänskapsmatch mot Sampdoria den 4 augusti.
Publikrekordet för en Derby County-match är 33 378 åskådare i en Premier League-match mot Liverpool den 18 mars 2000.